# کریس هیوود
کریس هیوود (به انگلیسی: Chris Haywood) (زاده ۲۴ ژوئیه ۱۹۴۸) بازیگر انگلیسی-استرالیایی است.
از فیلم‌های معروف او می‌توان به بازی در نیروی حمله زد، ماسک میمون، کویگلی در استرالیا، بهشت پیدا شد، جینداباین و جزیره اشاره کرد.